# Bae Doona
Bae Doona (Corea del Sud, 11 d'octubre de 1979) és una actriu, fotògrafa i escriptora sud-coreana. Ha actuat a pel·lícules i sèries de diversos pel·lícules. Els seus llibres de fotografia i de viatges l'han convertida en una escriptora molt venuda.

## Actuacions
Pel·lícules:
- Barking Dogs Never Bite (2000)
- Take Care of My Cat (2001)
- Sympathy for Mr. Vengeance (2002)
- Linda Linda Linda (2005)
- The Host (2006)[1]
- Air Doll[2]
- Cloud Atlas (2012)[3]

Sèries:
- Someday[1]
- Sense8 (2015)[4]
- Stranger (2017)
- Kingdom (2018)[5]